# 滇缅抗战博物馆
滇缅抗战博物馆位于中国云南省腾冲县和順鎮。

## 历史
2005年第二次世界大战暨中國抗日戰爭胜利60周年來臨時落成。在段生馗和柏联集团的全力努力下，滇缅抗战博物馆成立。由段生馗出任第一任馆长。馆徽是美国士兵用一个机枪的弹壳，利用空余的时间用刀刻的。可以看见是两个和平鸽站在那个十字架上，代表了战争与和平。   馆址是第二次世界大战时，中国远征军20集团军司令部的旧址（远征军是反攻腾冲的主力部队）。

## 馆藏
馆藏由三部分组成：第二次世界大战期间所用物品、照片、胜利后有关二战的中美友谊的物品。大部分馆藏由段生馗私人提供（收集了约30年），6000件。有各种日軍屠杀中国人的工具（包括活体解剖的解剖台）、照片和说明、有关细菌战、化学战的实物、日軍用的东西、慰安妇的故事、飞虎队、野人山、著名将军孙立人等等的介绍说明。又分类为远征军、盟军、日军的三大类物品照片。